# Колокольцов, Никита Александрович
Никита Александрович Колокольцов (1914 — 1973) — советский учёный, лауреат Сталинских премий.

## Биография
Сын чиновника для особых поручений Главного управления землеустройства и земледелия действительного статского советника Александра Александровича Колокольцева (1866—1942) и Анны Ивановны Турчаниновой (1880—1962).
Родился 1 августа 1914 года в Санкт-Петербурге.
После окончания в 1937 году ЛПИ имени М. И. Калинина (1937) работал там же научным сотрудником лаборатории гидравлических машин.
В 1943 году защитил кандидатскую диссертацию по теме «Теория и расчет гребных винтов, работающих в свободной воде».
С 1 мая 1944 года старший научный сотрудник Ленинградского филиала Лаборатории № 2 (атомный проект).
В 1950 — 1967 годы старший научный сотрудник ИАЭ имени И. В. Курчатова. В 1952 году присуждена учёная степень доктора технических наук по результатам практической работы в Свердловске-44 (Новоуральск). 
Преподавал в МИФИ сначала по совместительству, с 1967 года — на основной штатной работе, профессор.
Автор более 60 научных трудов по механике, гидравлике и разделению изотопов.
Умер 14 июня 1973 года в Москве после продолжительной тяжелой болезни.

## Признание
- Сталинская премия второй степени (1951) —за участие в работах по освоений промышленный производства урана-235.
- Сталинская премия второй степени (1953) — за усовершенствование производства урана-235 и за получение урана-235 с концентрацией 90 %
- два ордена Трудового Красного Знамени
- орден «Знак Почёта»
- медали

## Личная жизнь
Был женат на Светлане Васильевне Боженко (1924—1992). Дети:
- Ольга Никитична Колокольцова — родилась в 1952 году в Ленинграде. Преподаватель Строгановского училища, член Союза художников.
- Василий Никитич Колокольцов — родился в 1959 году в Пекине. Математик, доктор физико-математических наук.